# Zastawie, Tỉnh West Pomeranian
Zastawie [zasˈtavjɛ] (tiếng Đức: Alt Teich) là một khu định cư ở khu hành chính của Gmina suchań, thuộc hạt Stargard, West Pomeranian Voivodeship, ở phía tây bắc Ba Lan. Nó nằm khoảng 3 kilômét (2 mi)  về phía đông của Thatań, 23 km (14 mi) về phía đông của Stargard và 55 km (34 mi) về phía đông của thủ đô khu vực Szczecin.
Trước năm 1945, khu vực này là một phần của Đức. Đối với lịch sử của khu vực, xem Lịch sử của Pomerania.